# Chiesa della Santissima Annunziata (Tatti)
La chiesa della Santissima Annunziata è un edificio sacro situato a Tatti, nel comune di Massa Marittima, in provincia di Grosseto.

## Storia
La chiesa è probabilmente di origine medievale ed è ricordata da Francesco Anichini nella sua Storia ecclesiastica della città e Diocesi di Grosseto del 1752 come oratorio dedicato alla Madonna delle Grazie.
L'edificio ha subito un radicale intervento di ristrutturazione nel corso degli anni cinquanta del XX secolo, compreso il rifacimento della facciata. Ulteriori interventi sono stati eseguiti nel 2004 ed hanno interessato la copertura e la volta della sagrestia che erano completamente franate, con conseguente revisione degli interni e delle travature a vista.

## Descrizione

### Esterno
L'edificio si presenta con facciata a capanna, caratterizzata da un portale architravato sormontato da un piccolo rosone decorato.
La facciata è preceduta da un cortile con recinto in muratura in pietra e cancellata in ferro, a cui si accede tramite quattro scalini.

### Interno
All'interno, l'altare separa la navata unica dalla parte absidale semicircolare, coperta a mattoni, mentre la navata presenta una copertura a capriate. Presso l'altare è custodito un dipinto olio su tela di autore ignoto raffigurante la Madonna, l'angelo annunciante e i santi Fabiano e Sebastiano. Un altro quadro raffigura invece la Madonna col Bambino.